# Léopold Servole

a Compétitions nationales et continentales officielles uniquement.

b Matchs officiels uniquement.
Léopold Servole dit Léo, né le 22 septembre 1906 à Saint-André-de-Roquelongue et décédé le 30 avril 1990 à Toulon, est un joueur de rugby à XV et de rugby à XIII, qui a joué avec l'équipe de France, évoluant au poste de demi d'ouverture.
Il a été arrêté en 1943 et déporté au camp de Mathausen. Il a été libéré le dernier jour de la guerre le 8 mai 1945 au camp annexe de Loibl Pass ou il fut reconnu par un soldat anglais 

## Carrière
Né à Saint-André-de-Roquelongue au pied des Corbières, il découvre le rugby à XV sur la région de Toulouse où ses parents se sont établis. A 18 ans, il intègre la faculté des sciences et admis au Toulouse olympique employés club (T.O.E.C.). Il évolue quatre années dans ce dernier avant de rejoindre à 22 ans en 1930 le RC Toulon où Servole y effectue son service militaire. Aux côtés d'Eugène Chaud, Marcel Baillette ou encore de Jules Hauc, il remporte le Championnat de France 1931 en battant 6-3 le Lyon OU au Parc Lescure de Bordeaux. Il s'agit du premier titre au club varois. Dans ces années là, il ouvre une activité de parfumeur en gros sur Toulon mais sur le plan sportif décide sur un coup de tête de rejoindre RC Hyères alors club de seconde série, durant la saison 1934-35 avant de se tourner vers le rugby à XIII et jouer pour le RC Roanne XIII pendant cinq saisons.
En 1940, le rugby à XIII étant interdit par le régime de Vichy,  il change de nouveau de code et revient dans l'effectif du RC Toulon. Il y reste pendant cinq saisons jusqu'en 1945.  Il dispute son premier match avec l'équipe de France le 1er janvier 1931 contre l'équipe d'Irlande et son dernier le 24 mars 1935 contre l'équipe d'Allemagne en tant que capitaine. Il joue les quatre matchs de l'équipe de France lors du Tournoi des cinq nations 1931, lors de sa dernière apparition avant-guerre dans la compétition. La France y termine à la seconde place. Il dispute par la suite quatre rencontres face à l'équipe d'Allemagne et est capitaine du XV tricolore à quatre reprises de 1934 à 1935.

## Palmarès

### En rugby à XV
- Vainqueur du championnat de France en 1931
- Challenge Yves du Manoir en 1934

### En rugby à XIII
- Vainqueur du championnat de France en 1939
- Vainqueur de la coupe de France en 1938

## Statistiques en équipe nationale
- 7 sélections (+ 2 non officielles) 1931 et 1935
- 4 points (1 drop)
- Sélections par année : 5 en 1931, 1 en 1934, 1 en 1935